# 阿朗叙斯
阿朗叙斯（法語：Arhansus，法語發音：[aʁɑ̃sys]）是法国大西洋比利牛斯省的一个市镇，属于巴约讷区。

## 地理
阿朗叙斯（43°15'27"N, 1°2'8"W）面积5.32 平方千米，位于法国新阿基坦大区大西洋比利牛斯省，该省份为法国东南部省份，涵盖了贝阿恩与北巴斯克，西临大西洋比斯開灣，北至朗德省，东北接热尔省，东临上比利牛斯省，南与西班牙接壤。
与阿朗叙斯接壤的市镇（或旧市镇、城区）包括：奥斯塔巴特-阿斯姆、瑞克叙、帕戈勒、于阿尔米克斯。
阿朗叙斯的时区为UTC+01:00、UTC+02:00（夏令时）。

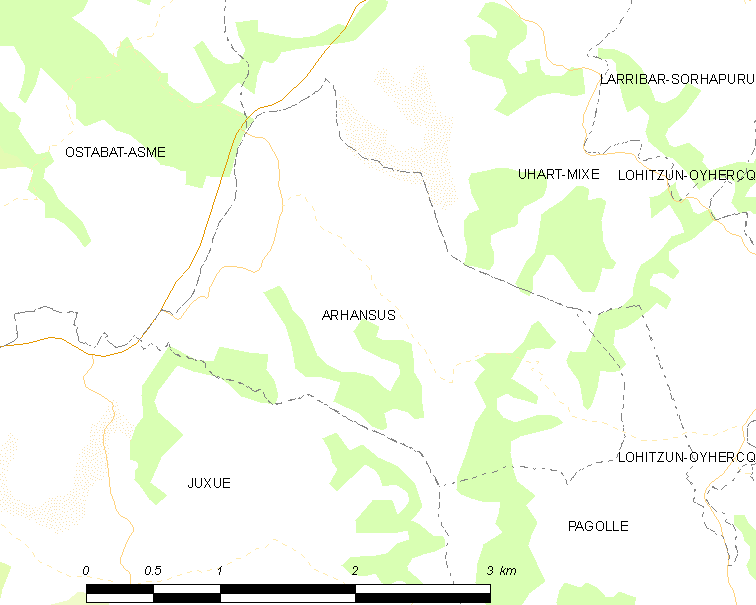
阿朗叙斯的OSM定位图

## 行政
阿朗叙斯的邮政编码为64120，INSEE市镇编码为64045。

## 政治
阿朗叙斯所属的省级选区为比达什地区-阿米库塞-奥斯蒂巴尔县。

## 人口

1962-2008年间阿朗叙斯人口变化图示

阿朗叙斯于2022年1月1日时的人口数量为67人。